# 699 Hela
699 Hela eller 1910 KD är en asteroid som korsar planeten Mars omloppsbana, den upptäcktes 5 juni 1910 av den tyske astronomen Joseph Helffrich i Heidelberg. Asteroiden har fått sitt namn efter Hel, dödsrikets gudinna inom nordisk mytologi.